# Tessa Clasener
Pour les articles homonymes, voir Clasener.
Tessa Clasener née le 19 juin 1996, est une joueuse néerlandaise de hockey sur gazon. Elle évolue au poste de défenseure au HDM et avec l'équipe nationale néerlandaise.

## Carrière
- Elle a fait ses débuts en équipe première le 10 novembre 2021 contre la Belgique à Amsterdam lors de la Ligue professionnelle 2021-2022[1].

## Palmarès
- : 1re à la Ligue professionnelle 2020-2021.
- : 2e à la Ligue professionnelle 2021-2022.